# Andrew Dallas
Andrew Dallas (1 februari 1983) is een Schots voormalig voetbalscheidsrechter. Hij was in dienst van FIFA en UEFA tussen 2015 en 2019. Ook leidde hij van 2014 tot 2022 wedstrijden in de Scottish Premiership.
Op 13 augustus 2014 leidde Dallas zijn eerste wedstrijd in de Schotse nationale competitie. Tijdens het duel tussen Partick Thistle en Ross County (4–0) trok de leidsman vijfmaal de gele kaart. In Europees verband debuteerde hij tijdens een wedstrijd tussen Víkingur Reykjavík en FC Koper in de eerste voorronde van de Europa League; het eindigde in 0–1 en Dallas gaf twee gele kaarten. Zijn eerste interland floot hij op 24 maart 2016, toen Estland met 0–0 gelijkspeelde tegen Noorwegen. Tijdens dit duel hield Dallas zijn kaarten op zak.
Op 2 december 2018 floot Dallas de finale van de Scottish League Cup 2018/19 tussen Celtic en Aberdeen. De wedstrijd eindigde op 1–0 winst voor Celtic die de beker voor de achttiende maal naar huis mocht meenemen.

## Interlands
| Datum            | Plaats                 | Wedstrijd                          | Uitslag | Competitie             | Kreeg geel | Kreeg voor de tweede keer geel en dus rood | Weggestuurd |
| ---------------- | ---------------------- | ---------------------------------- | ------- | ---------------------- | ---------- | ------------------------------------------ | ----------- |
| 24 maart 2016    | Tallinn, Estland       | Estland – Noorwegen                | 0 – 0   | Vriendschappelijk      | 0          | 0                                          | 0           |
| 5 oktober 2017   | Serravalle, San Marino | San Marino – Noorwegen             | 0 – 8   | WK 2018 kwalificatie   | 4          | 0                                          | 0           |
| 2 juni 2018      | Dublin, Ierland        | Ierland – Verenigde Staten         | 2 – 1   | Vriendschappelijk      | 3          | 0                                          | 0           |
| 15 november 2018 | Wenen, Oostenrijk      | Oostenrijk – Bosnië en Herzegovina | 0 – 0   | Nations League 2018/19 | 5          | 0                                          | 0           |
| 26 maart 2019    | Attard, Malta          | Malta – Spanje                     | 0 – 2   | EK 2020 kwalificatie   | 1          | 0                                          | 0           |